# Dobry Zakątek
Dobry Zakątek (także: Pałac Popiela lub Popiel) – dom rekolekcyjno-konferencyjny archidiecezji warszawskiej położony przy ul. Długiej w Konstancinie-Jeziornie (Skolimowie), nad rzeka Jeziorką.

## Historia
Obiekt powstał w 1897 jako dom formacyjno-wypoczynkowy dla kleryków Wyższego Seminarium Duchownego w Warszawie z inicjatywy arcybiskupa Wincentego Teofila Popiela, a zaprojektowany był przez Józefa Piusa Dziekońskiego. Przetrwał bez uszkodzeń obie wojny światowe. W 1945 władze kościelne dobrowolnie użyczyły budynku na siedzibę Liceum Ogólnokształcącego. Szkoła, po uzyskaniu własnych obiektów, nie zwróciła jednak Kościołowi budowli, a w 1960 została ona znacjonalizowana i przejęta przez Ministerstwo Oświaty. Funkcjonowało tutaj Liceum Ogólnokształcące w Skolimowie (początkowo filia Liceum im. Reytana z Warszawy) oraz szkoła podstawowa. W 1976 dodatkowo uruchomiono tu Liceum Ekonomiczne, a w 1977 jeszcze Studium Medyczne relokowane z tzw. Białego Domu. Przez wiele lat dyrektorem zespołu dydaktycznego był Polikarp Szczurkowski. W latach 70. XX wieku zbudowano w parku boiska, kuchnię, jadalnię i sale wykładowe.  W 1971 pałac umieszczono w spisie zabytków powiatu piaseczyńskiego. W 1990 Minister Edukacji Narodowej unieważnił decyzję nacjonalizacyjną z 1960 i obiekt wrócił do Kościoła. Z inicjatywy kardynała Kazimierza Nycza i biskupa Piotra Jareckiego wyremontowano go i wybudowano obok budynek restauracyjny. W 2018 przyjęto obecną nazwę i funkcję domu rekolekcyjno-konferencyjnego Archidiecezji Warszawskiej, dysponującego pięćdziesięcioma miejscami noclegowymi. Adaptacją i remontem zajmował się ksiądz Bogusław Jankowski, dotychczasowy dyrektor Dobrego Miejsca na warszawskich Bielanach.

## Architektura i wyposażenie
Budynek z dwiema bocznymi wieżami i centralnie umieszczoną kaplicą reprezentuje styl eklektyczny z elementami neogotyckimi. W kaplicy wisi obraz Świętej Rodziny, podarowany przez księdza Zbigniewa Godlewskiego z parafii na Kole, a w oratorium obraz św. Maksymiliana.

## Galeria

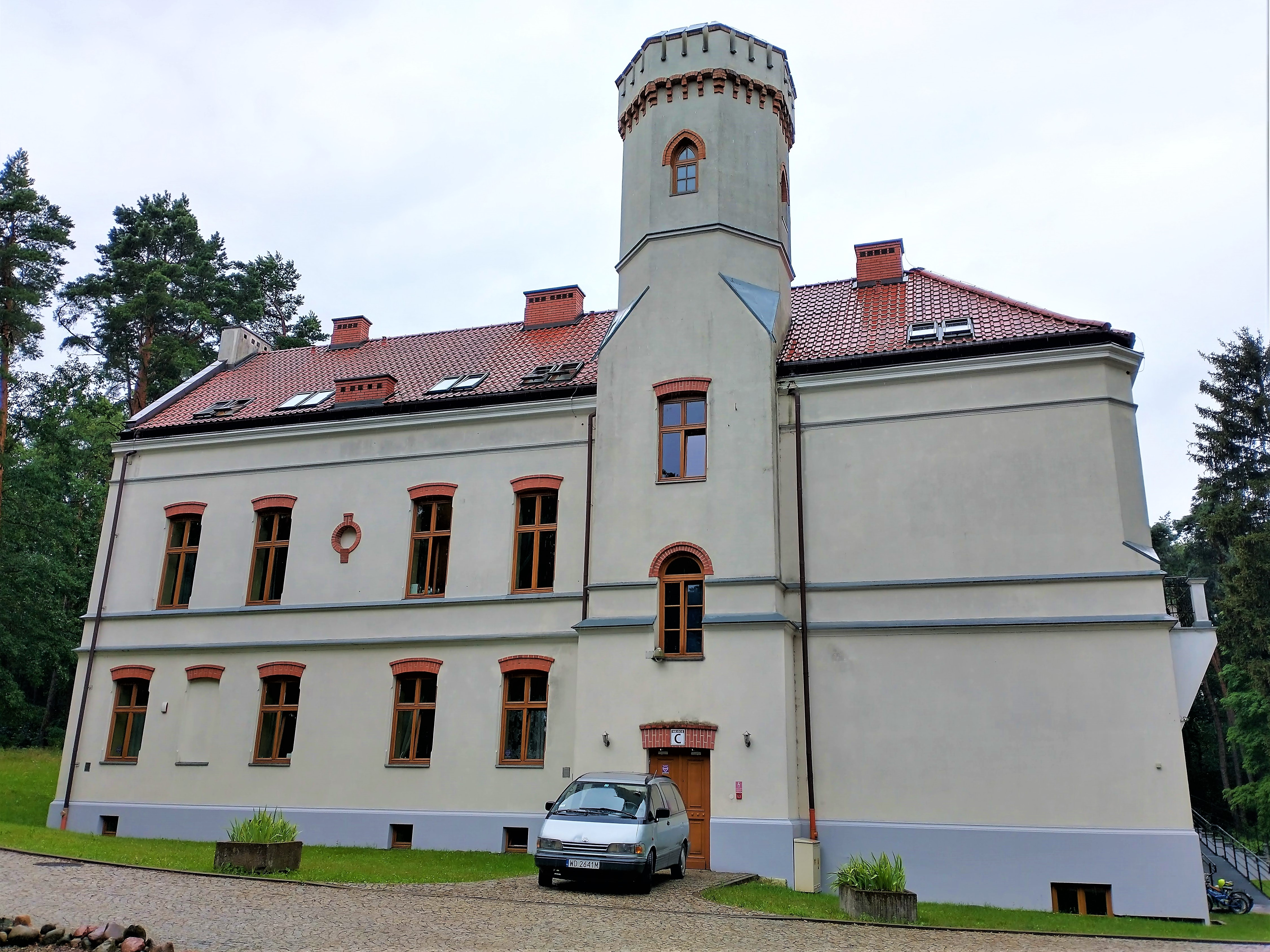
Wieża wschodnia
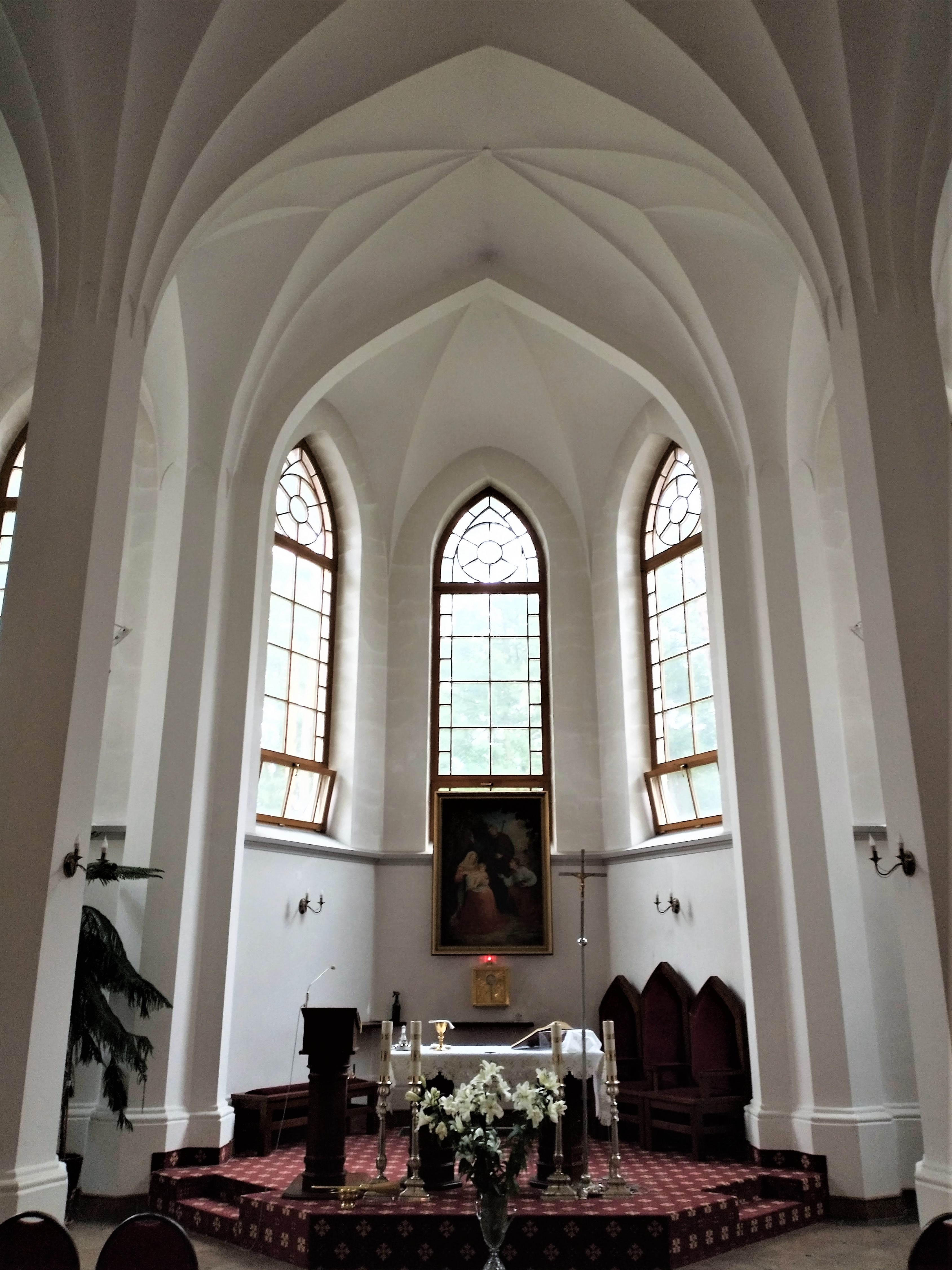
Wnętrze kaplicy